# Kinbergonuphis orensanzi
Kinbergonuphis orensanzi är en ringmaskart som först beskrevs av Fauchald 1982.  Kinbergonuphis orensanzi ingår i släktet Kinbergonuphis och familjen Onuphidae.
Artens utbredningsområde är Mexikanska golfen. Inga underarter finns listade i Catalogue of Life.